# Andrews Volcano
Andrews Volcano är en kon i Kenya.   Den ligger i länet Turkana, i den centrala delen av landet, 400 km norr om huvudstaden Nairobi. Toppen på Andrews Volcano är 808 meter över havet.
Terrängen runt Andrews Volcano är kuperad.  Trakten runt Andrews Volcano är nära nog obefolkad, med mindre än två invånare per kvadratkilometer. Det finns inga samhällen i närheten. Omgivningarna runt Andrews Volcano är i huvudsak ett öppet busklandskap.